# Kajrat Nukienow
Kajrat Tiemirszotowicz Nukienow (oryg. Кайрат Темиршотович Нукенов, ur. 15 września 1970 we wsi Zacharowka w rejonie żelezinskim w obwodzie pawłodarskim) – kazachski polityk.

## Życiorys
Od 1987 pracował w sowchozie, 1988-1990 odbywał służbę w Armii Radzieckiej, później pracował jako ekspedytor trustu w Pawłodarze. Po rozpadzie ZSRR pracował jako zastępca dyrektora i później dyrektor małego przedsiębiorstwa budowlanego, w 2002 ukończył Syberyjską Państwową Akademię Samochodowo-Drogową w Omsku ze specjalnością ekonomika i zarządzanie przedsiębiorstwami. W 2012 został akimem rejonu żelezinskiego w obwodzie pawłodarskim, od 2013 do czerwca 2014 był kierownikiem zarządu przedsiębiorczości i handlu obwodu pawłodarskiego, od czerwca 2014 do 29 kwietnia 2016 akimem miasta Aksu, a od 29 kwietnia 2016 do sierpnia 2018 akimem miasta Jekybastuz i jednocześnie od czerwca 2016 przewodniczącym miejskiej filii partii Nur Otan w tym mieście. 16 lutego 2019 został zastępcą akima, a 10 lipca 2019 akimem Pawłodaru.